# Alive!
Alive! ist das erste Livealbum der US-amerikanischen Hard-Rock-Band Kiss. Es wurde 1975 als Doppelalbum veröffentlicht.

## Entstehungsgeschichte

### Einordnung in den musikalischen Hintergrund
Kiss hatten, nachdem sie 1973 von Neil Bogart als erste Künstler für dessen neu gegründete Schallplattenfirma Casablanca Records verpflichtet wurden, in schneller Folge die drei Studioalben Kiss (1974), Hotter than Hell (1974) und Dressed to Kill (1975) aufgenommen, die allesamt nicht den erhofften kommerziellen Erfolg hatten, was sich auch auf die Plattenfirma negativ auswirkte. Dies veranlasste Neil Bogart letztlich dazu, das Album Dressed to Kill selbst zu produzieren, um die Kosten für einen externen Produzenten zu sparen. Zu dieser Zeit lebte die Band sprichwörtlich von der American-Express-Karte ihres Managers Bill Aucoin, der bis 1975 mehrmals bis zu 25.000 US-Dollar vorstreckte, weil Casablanca nicht mehr in der Lage war, den Vertragsverpflichtungen für Kiss nachzukommen und die Gruppe zu bezahlen – tatsächlich schuldete die Plattenfirma der Band die vertraglich garantierten Anteile aus allen bisher verkauften Kiss-Tonträgern.
Auch Casablanca war in finanziellen Schwierigkeiten, nachdem das Doppelalbum Here’s Johnny... Magic Moments From the Tonight Show mit Monologen von Johnny Carson millionenfach gepresst und in den Handel gebracht worden war und nur 500.000 Stück verkauft werden konnten. Aufgrund Casablancas 100 %-Rücknahmegarantie für den Handel saß die Firma plötzlich auf einem Berg Schulden.
Im Gegensatz zu den Verkaufszahlen der Studioalben von Kiss waren die Konzerte der Gruppe gut besucht, die Band nur noch nicht bekannt genug, um größere Hallen füllen zu können. Der Vertrag mit Casablanca Records wäre mit dem vierten, noch zu veröffentlichenden Album der Gruppe erfüllt gewesen. Gene Simmons hatte die Idee, ein Souvenir für die bisherigen Fans zu produzieren, um die Kosten für die Aufnahme eines (wesentlich teureren) Studioalbums zu sparen.

### Entstehung und Ergebnis
Eddie Kramer, der das Album produzieren sollte, erinnert sich, dass er einen Anruf bekam, in dem er gefragt wurde, ob er Kiss’ Livealbum aufnehmen wolle. Zu dieser Zeit hatte er nach eigener Aussage ein Demoband der Gruppe Boston vorliegen, und er rief Tom Scholz an und teilte ihm mit, „das Band sei großartig, er solle es so veröffentlichen, wie es war, ich könne ihm nicht helfen. Ich entschied mich für Kiss, weil es die größere Herausforderung war“ Kramer hatte bereits ein Demoband mit fünf Titeln für Kiss produziert, als die Gruppe 1973 auf der Suche nach einem Plattenvertrag war.
Die Aufnahmen zum Album erfolgten dann bei Konzerten in Cleveland (Ohio, 21. Juni 1975), Davenport (Iowa, 20. Juli 1975, zwei Shows) und Wildwood (New Jersey, 23. Juli 1975), der größte Teil wurde jedoch am 16. Mai 1975 in Detroits ausverkaufter Cobo Arena aufgenommen. Eine weitere Aufnahme war ursprünglich für den 1. Juli 1975 in Port Chester (New York) geplant gewesen, fand jedoch nicht statt. Bei einem der Konzerte in Davenport rief Gene Simmons während des Songs Let me go, Rock and Roll: “C’mon, Quad City!” – der Ausruf blieb auf den Aufnahmen erhalten und ist der einzige Hinweis auf einen der Aufnahmeorte des Albums.
Nach Ende der Tournee, deren letztes Konzert am 28. August 1975 in Indianapolis (Indiana) stattfand, wurden im Studio Nachbearbeitungen vorgenommen, über die später kontrovers diskutiert wurde. Gene Simmons schrieb in seiner Autobiografie, dass so gut wie keine Nachbearbeitungen an den Live-Aufnahmen erfolgten: „Wir polierten einige Gesangsspuren auf und haben ein paar Gitarrensolos in Ordnung gebracht, aber wir hatten weder die Zeit, noch das Geld, um die Aufnahmen komplett neu einzuspielen. Was wir wollten und bekamen, war ein Beleg für die Kraft und Rauheit der Band.“ Paul Stanley wies später darauf hin, dass auf dem Album beim Titel C’mon and Love Me ein Bassfehler zu hören ist.
Eddie Kramer erinnert sich im Gegensatz dazu, dass ein Großteil der Aufnahmen nicht zu gebrauchen war und vieles im Studio neu aufgenommen werden musste – eine Aussage, die auch von anderen Beteiligten, wie zum Beispiel Peter Criss oder Kiss’ Roadmanager JR Smalling, bestätigt wird. Kramer sagte unter anderem, dass für viele Titel der Bass, die Rhythmusgitarre und teilweise auch die Leadgitarre neu aufgenommen werden mussten, was sich vor allem dadurch erklärte, dass man sein Instrument nicht perfekt spielen kann, wenn man auf der Bühne herum rennt und springt, wie Kiss es taten. Häufig waren Tonaufnahmen auch wegen der pyrotechnischen Effekte nicht zu gebrauchen, weil Explosionen Musik überlagerten oder die Aufnahmegeräte überforderten und durch Übersteuerung verzerrten.
Die erforderlichen Aufnahmen für die Nachbearbeitung fanden in den Electric Lady Studios in New York statt. Es ist nicht auszuschließen, dass dabei auch bestehende Aufnahmen von unterschiedlichen Konzerten zusammengeschnitten wurden, um Fehler zu korrigieren oder Publikumsreaktionen deutlicher zu machen.
In der Radioshow »King Biscuit Flower Hour« aus Cleveland wurden im November 1975 Teile eines Konzerts von Kiss gesendet, bei denen die ersten drei Titel (Hotter Than Hell, Firehouse und Black Diamond) klanglich fast identisch mit den Aufnahmen der Titel auf Alive! sind; marginale Unterschiede sind nur bei den Übergängen zwischen den Titeln und beim Klang des Publikums auszumachen. Die letzten beiden Titel, Let Me Know und Rock and Roll All Nite, stammen definitiv aus Cleveland: Hier sind Paul Stanleys vollständige Ansagen zu den Songs noch auf der Aufnahme enthalten.

### Veröffentlichung
Das Album wurde am 10. September 1975 in den USA in einem Klappcover veröffentlicht. Auf der Vorderseite war ein von Fin Costello aufgenommenes Foto der Band auf einer Bühne zu sehen, das jedoch nicht bei einem Konzert entstanden war. Vielmehr wurde es im Michigan Palace in Detroit am Nachmittag des 16. Mai 1975 aufgenommen, als in der Cobo Arena die Aufnahmen für Alive! stattfinden sollten.
Auf der Rückseite der LP-Hülle war das Foto zweier Jugendlicher zu sehen, die ein Plakat in der Hand halten, das mit dem Kiss-Logo und einem gezeichneten Bild der Gruppenmitglieder versehen ist. Über die Entstehung des Bildes war viel spekuliert worden – es ging unter anderem das Gerücht, es handle sich um ein im Studio entstandenes Foto, das dann vor ein Bild des Zuschauerbereiches retuschiert wurde. Einen Beitrag zu diesem Gerücht leistete auch Sean Delaney, der damals mit Kiss arbeitete, und sagte, er habe den beiden einfach das Plakat in die Hand gedrückt und sie für ein Foto posieren lassen. In einem Interview gab er später an, das Foto sei nicht bei einem Kiss-Konzert, sondern bei irgendeinem anderen Anlass entstanden.
Diese Aussage kann jedoch durch ein Foto widerlegt werden, das 2002 veröffentlicht wurde, von Chuck Diotte am 16. Mai 1975 in der Cobo Arena aufgenommen wurde und die beiden jungen Leute (es handelte sich um Lee Neaves und Bruce Redoute) mit ihrem Plakat auf Stühlen in der Halle sitzend zeigt. Sämtliche Fotos, die für das Cover von Alive! verwendet wurden, sind von Fin Costello aufgenommen worden.
Die Innenseiten des Klappcovers zeigte auf der linken Seite Nachrichten der einzelnen Bandmitglieder an ihre Fans, jede aus der Sicht des jeweiligen Alter Ego geschrieben: Frehley schrieb an die lieben Erdlinge, Simmons an die lieben Opfer, Stanley an seine Liebhaber und Peter Criss an die Katzenleute. Auf der rechten Seite wurde die Hülle in vier bebilderte Felder geteilt, das linke obere Feld zeigte das Logo der Band mit dem darüber gedruckten Wort »More«, sodass daraus »More Kiss« entstand. Unter dem Logo befand sich dann der Slogan »Availabale on Casablanca Records and Tapes«. Die übrigen drei Felder zeigten die jeweiligen Cover der vorangegangenen drei Studioalben Kiss, Hotter Than Hell und Dressed to Kill im Uhrzeigersinn angeordnet.
Alive! wurde zusätzlich mit einem achtseitigen farbigen Booklet in Albumgröße ausgeliefert, das Fotos der Bandmitglieder und Livebilder enthielt. Dies war das erste Mal, dass zu einem Kiss-Album eine Beigabe gehörte – in den folgenden Jahren wurden diese Beigaben fester Bestandteil fast aller Alben der Gruppe.

## Titelliste
Seite 1
1. 3:32 Deuce (Gesang: Gene Simmons; Text und Musik: Gene Simmons)
2. 3:12 Strutter (Gesang: Paul Stanley; Text und Musik: Paul Stanley, Gene Simmons)
3. 3:35 Got to Choose (Gesang: Paul Stanley; Text und Musik: Paul Stanley)
4. 3:11 Hotter Than Hell (Gesang: Paul Stanley; Text und Musik: Paul Stanley)
5. 3:42 Firehouse (Gesang: Paul Stanley; Text und Musik: Paul Stanley)

Seite 2
1. 3:23 Nothin' to Lose (Gesang: Gene Simmons;Peter Criss Text und Musik: Gene Simmons)
2. 2:52 C'mon and Love Me (Gesang: Paul Stanley; Text und Musik: Paul Stanley)
3. 3:21 Parasite (Gesang: Gene Simmons; Text und Musik: Ace Frehley)
4. 6:42 She (Gesang: Gene Simmons, Paul Stanley; Text und Musik: Gene Simmons, Stephen Coronel)

Seite 3
1. 3:51 Watchin' You (Gesang: Gene Simmons; Text und Musik: Gene Simmons)
2. 12:10 100.000 Years (Gesang:Paul Stanley; Text und Musik: Gene Simmons, Paul Stanley)
3. 5:50 Black Diamond (Gesang: Peter Criss; Intro: Paul Stanley; Text und Musik: Paul Stanley)

Seite 4
1. 4:59 Rock Bottom (Gesang: Paul Stanley; Text und Musik: Paul Stanley, Ace Frehley)
2. 5:43 Cold Gin (Gesang: Gene Simmons; Text und Musik: Ace Frehley)
3. 4:23 Rock and Roll All Nite (Gesang: Gene Simmons; Text und Musik: Paul Stanley, Gene Simmons)
4. 5:45 Let me go, Rock ’n' Roll (Gesang: Gene Simmons; Text und Musik: Paul Stanley, Gene Simmons)

## Rezeption
Alive! wurde vom Publikum gut angenommen und wirkte sich unmittelbar auf die Besucherzahlen der Konzerte aus. Paul Stanley erinnert sich, dass eine Halle in Dayton (Ohio) so voll war, dass man nicht einmal mit einem Schuhlöffel noch jemanden hinein bekommen hätte.
Das Album belegte 2003 in der Liste der »500 Greatest Albums of all Times« des Rolling Stone Rang 159; 2006 landete es auf Platz 26 der Liste »100 Greatest Guitar Albums of All Time« der Zeitschrift Guitar World.
Laut Eddie Kramer hatte bis 1975 keine Heavy-Metal-Gruppe je ein Livealbum veröffentlicht, in dieser Hinsicht war Alive! ein Testballon. Dass das Album eine Goldene Schallplatte erhalten würde, war schon erstaunlich, dass sogar Platin dabei herauskommen würde, hatte niemand für möglich gehalten.
Die Verkaufszahlen von Alive! überraschten offenbar alle Beteiligten. Zur gleichen Zeit erschienen bei Casablanca Alben von Donna Summer (Love to Love you Baby) und Parliament (Chocolate City), und alle drei verkauften sich hervorragend, was zu einem Problem für Casablanca führte: Die Firma hatte schlicht nicht das Geld, ausreichend Alben pressen zu lassen.

## Kommerzieller Erfolg

### Chartplatzierungen
Das Album erreichte Platz 9 der Billboard 200 und hielt sich dort 110 Wochen – die längste Zeit, die sich ein Kiss-Album je dort halten konnte.
| ChartsChartplatzierungen       | Höchstplatzierung | Wochen |
| ------------------------------ | ----------------- | ------ |
| Vereinigte Staaten (Billboard) | 9 (110 Wo.)       | 110    |
| Vereinigtes Königreich (OCC)   | 49 (2 Wo.)        | 2      |

### Auszeichnungen für Musikverkäufe
Das Album erreichte den Goldstatus in den vereinigten Staaten am 4. Dezember 1975 für 500.000 Verkäufe.
| Land/Region               | Auszeichnungen für Musikverkäufe (Land/Region, Auszeichnung, Verkäufe) | Verkäufe |
| ------------------------- | ---------------------------------------------------------------------- | -------- |
| Kanada (MC)               | Gold                                                                   | 50.000   |
| Vereinigte Staaten (RIAA) | Gold                                                                   | 500.000  |
| Insgesamt                 | 2× Gold ·                                                              | 550.000  |

## Trivia
“Alive” bedeutet so viel wie „lebendig/am Leben“ und kann in Bezug auf die Ausgangssituation von Band und Plattenfirma vor den Aufnahmen durchaus als Wortspiel verstanden werden.